# Angoustrine-Villeneuve-des-Escaldes
Angoustrine-Villeneuve-des-Escaldes (em catalão:  Angostrina i Vilanova de les Escaldes) é uma comuna francesa na região administrativa da Occitânia, no departamento dos Pirenéus Orientais. Estende-se por uma área de 87.87 km², com 562 habitantes, segundo o censo de 2018, com uma densidade de 6.4 hab/km².